# Vinti e vincitori
Vinti e vincitori è un album della cantante italiana Aida Cooper (accreditata semplicemente come "Aida"), pubblicato dall'etichetta discografica Ricordi nel 1988.
L'album, disponibile su long playing, musicassetta e compact disc, è prodotto da Alberto Salerno. Gli arrangiamenti sono curati da Claudio Dentes e Davide Romani.
Dal disco viene tratto i singoli Mia mamma/Ronnie, il cui brano principale partecipa a Un disco per l'estate 1988. Dio è una cover di Pretty Boy di Randy Newman, facente parte originariamente dell'album Born Again. Le canzoni di Otis Redding Amen e Fa fa fa fa sono interludi dalla durata inferiore al minuto.

## Tracce

### Lato A
1. Gli angeli
2. Mia mamma
3. Ronnie
4. Amen
5. Dio (Pretty Boy)

### Lato B
1. Blues del ventilatore
2. Quando
3. Fa fa fa fa
4. I diamanti hanno più charme
5. Il boss
6. Vinti e vincitori

## Formazione
- Aida Cooper – voce, cori
- Ronnie Jackson – chitarra, basso
- Antonello Aguzzi – tastiera
- Davide Romani – basso
- Lele Melotti – batteria
- Claudio Dentes – chitarra
- Vittorio Cosma – tastiera
- Max Costa – programmazione
- Pierluigi Ferrari – chitarra
- Demo Morselli – tromba
- Mauro Parodi – trombone
- Amedeo Bianchi – sax
- Giulia Fasolino, Luca Jurman, Wanda Radicchi, Feiez, Naimy Hackett, Betty Vittori, Lalla Francia, Lola Feghaly, Angela Baggi, Moreno Ferrara, Silvio Pozzoli – cori